# 모토오카촌
모토오카촌(元岡村)은 후쿠오카현 이토시마군에 설치되었던 촌이다. 1961년 4월 1일 모토오카촌 및 기타자키촌, 스센지촌 등 3개 촌이 후쿠오카시에 편입합병되고 폐지되었다.